# David Adger
David Adger, est un professeur de linguistique à l'Université Queen Mary de Londres né en 1967. Adger s'intéresse à la capacité humaine pour la syntaxe. Adger a été président de l’Association linguistique de Grande-Bretagne de 2015 à 2020.

## Jeunesse
Adger naît le 23 septembre 1967 à Kirkcaldy en Écosse. À l'âge de onze ans, Adger est fasciné par le langage, notamment après la lecture du livre A Wizard of Earthsea d'Ursula K. Le Guin. À l'âge de seize ans, Adger remporte un concours scolaire coordonné par l’Université de St Andrews, puis il dépense l’argent pour acheter des copies des Aspects de la théorie syntaxique de Noam Chomsky. Il étudie la linguistique et l’intelligence artificielle à l’Université d'Édimbourg. Il reste à Édimbourg pour ses études supérieures, préparant une maîtrise en sciences cognitives. Il complète ensuite un doctorat sous la direction d'Elisabet Engdahl (en) en 1994. Pendant son doctorat, il travaille pour l’Université du Massachusetts à Amherst. Sa recherche doctorale a porté sur les nœuds Agr.

## Recherche et carrière
Adger deviens maître de conférences à l’Université de York en 1993. En 2002, Adger déménage à l’Université Queen Mary de Londres,. Il est nommé professeur de linguistique en 2006.
Ses recherches portent sur la science du langage et sur la question de savoir si le cerveau humain crée un langage en raison de notre capacité à reconnaître des modèles ou en raison d'une capacité innée à communiquer via le langage. Il étudie la nature de la structure grammaticale et la relation entre les théories sociolinguistiques et la structure syntaxique.
En 2015, Adger est élu président de l’Association linguistique de Grande-Bretagne. Il visite l’Université du Maryland et College Park en 2016, où il donne une série de conférences sur la syntaxe minimaliste, la sémantique et la fusion.
En juillet 2020, Adger est un signataire notable d’une pétition pour retirer à Steven Pinker le statut honorifique de la Linguistic Society of America en tant que membre de la société.

## Vie privée
David Adger est membre de 500 Queer Scientists, une organisation qui défend les scientifiques et ingénieurs LGBT. Adger est nommé comme l'un des modèles de l’Université Queen Mary de Londres en 2018.

## Sélection de publications

### Publications scientifiques
- Adger, « Syntax and Syncretisms of the Person Case Constraint », Syntax, vol. 10,‎ 2007, p. 2–37 (DOI 10.1111/j.1467-9612.2007.00095.x)
- Adger, « Predication and Equation », Linguistic Inquiry, vol. 34, no 3,‎ 16 mars 2006, p. 325–359 (DOI 10.1162/002438903322247515, S2CID 17029000, lire en ligne)
- Adger, « Merge and Move: Wh-Dependencies Revisited », Linguistic Inquiry, vol. 36, no 2,‎ 13 mars 2006, p. 161–193 (DOI 10.1162/0024389053710729, S2CID 30519402)

### Livres
- David Adger, Mirrors and Microparameters: Phrase Structure beyond Free Word Order, Cambridge University Press, 2009 (ASIN B004YXU63U)
- David Adger, A Syntax of Substance, MIT Press, 2012 (ASIN B00MHAUYNE)
- David Adger, Language Unlimited: The Science Behind Our Most Creative Power, Oxford University Press, 2019 (ASIN B07SC3ZXMY)